# Mauritânia nos Jogos Olímpicos de Verão de 2024
Mauritânia participou dos Jogos Olímpicos de Verão de 2024, realizados em Paris, na França. Foi a 11.ª aparição consecutiva do país nos Jogos Olímpicos de Verão desde a estreia em Los Angeles 1984.
Foi representado por dois atletas que competiram no atletismo e natação, mas nenhum conquistou medalhas.

## Competidores
Esta foi a participação por modalidade nesta edição:
| Esporte   | Masculino | Feminino | Total |
| --------- | --------- | -------- | ----- |
| Atletismo | 0         | 1        | 1     |
| Natação   | 1         | 0        | 1     |
| Total     | 1         | 1        | 2     |

## Desempenho

### Atletismo
Feminino
Eventos de pista
| Atleta             | Evento | Preliminar | Preliminar | Baterias    | Baterias    | Semifinal   | Semifinal   | Final       | Final       | Ref.  |
| Atleta             | Evento | Tempo      | Pos.       | Tempo       | Pos.        | Tempo       | Pos.        | Tempo       | Pos.        | Ref.  |
| ------------------ | ------ | ---------- | ---------- | ----------- | ----------- | ----------- | ----------- | ----------- | ----------- | ----- |
| Salam Bouha Ahamdy | 100 m  | 13.71      | 8          | Não avançou | Não avançou | Não avançou | Não avançou | Não avançou | Não avançou | [ 5 ] |

### Natação
Masculino
| Atleta     | Evento     | Eliminatórias | Eliminatórias | Semifinal   | Semifinal   | Final       | Final       | Ref.  |
| Atleta     | Evento     | Tempo         | Pos.          | Tempo       | Pos.        | Tempo       | Pos.        | Ref.  |
| ---------- | ---------- | ------------- | ------------- | ----------- | ----------- | ----------- | ----------- | ----- |
| Camil Doua | 50 m livre | 26.02         | 55            | Não avançou | Não avançou | Não avançou | Não avançou | [ 6 ] |